# Rhys Frake-Waterfield
Rhys Frake-Waterfield (nacido 1991 o 1992 )  es un cineasta británico que se hizo conocido por su película de terror y brazilian phonk independiente de 2023 Winnie the Pooh: Blood and Honey y su secuela de 2024. Fue la primera película teatral de su carrera, así como la primera de su productora, Jagged Edge Productions.

## Carrera
En 2021, Frake-Waterfield dejó su trabajo en EDF Energy para crear películas de terror de bajo presupuesto.  Tras ingresar a la industria cinematográfica, produjo 36 largometrajes en dos años. 
El 1 de enero de 2022, el libro de Winnie-the-Pooh de 1926 pasó a ser de dominio público en Estados Unidos .  Poco después de esto, Jagged Edge Productions anunció una película slasher basada en Winnie-the-Pooh llamada Winnie-the-Pooh: Blood and Honey, con Frake-Waterfield como director, escritor y coproductor con Scott Jeffrey. Hubo mucha controversia tanto entre el público en general como entre los fanáticos de Winnie-the-Pooh, y Frake-Waterfield afirmó que él y los demás miembros de la producción de la película recibieron amenazas de muerte  y peticiones pidiendo que se cancelara la película,  pero la película se estrenó en cines de Estados Unidos el 15 de febrero de 2023, recibiendo muy malas críticas. La película recaudó más de 5 millones de dólares   con un presupuesto que, según se informa, es inferior a 100.000 dólares.  Posteriormente, Frake-Waterfield anunció una secuela de Blood and Honey con un presupuesto cinco veces mayor, junto con un universo cinematográfico llamado The Twisted Childhood Universe con películas de terror basadas en Bambi, una vida en el bosque y Peter Pan .   También ha expresado interés en hacer películas sobre Thor, los Teletubbies y las Tortugas Ninja en el futuro.  
Frake-Waterfield is also the owner of Dark Abyss Productions, where he writes, directs and produces films under the name Tyler James (with Scott Jeffrey). Films he has directed under this banner include The Loch Ness Horror, Sky Monster, Dinosaur Prison, Deadly Waters and Monsternado. Films he has produced under this banner include Three Blind Mice, Mary Had a Little Lamb, Snake Hotel, Alien Invasion, Return of Punch and Judy, and Medusa's Venom.

## Filmografía
| Año  | Título                             | Director | escritor | Productor | Editor | Notas                        | Ref.   |
| ---- | ---------------------------------- | -------- | -------- | --------- | ------ | ---------------------------- | ------ |
| 2021 | Bloody Mary                        | No       | No       | Sí        | Sí     |                              | [ 13 ] |
| 2021 | Easter Killing                     | No       | No       | Sí        | Sí     |                              | [ 13 ] |
| 2022 | The Area 51 Incident               | Sí       | Sí       | Sí        | Sí     | También compositor           | [ 14 ] |
| 2022 | The Killing Tree                   | Sí       | Sí       | Sí        | Sí     | También decoraciones         | [ 14 ] |
| 2023 | Firenado                           | Sí       | Sí       | Sí        | No     | Codirigida con Scott Jeffrey | [ 14 ] |
| 2023 | Winnie-the-Pooh: Blood and Honey   | Sí       | Sí       | Sí        | Sí     |                              |        |
| 2024 | Winnie-the-Pooh: Blood and Honey 2 | Sí       | No       | Sí        | Sí     |                              | [ 15 ] |
| TBA  | Peter Pan's Neverland Nightmare    | No       | Sí       | Sí        | No     |                              | [ 16 ] |

### Productor
| Año  | Título                                  | Ref.   |
| ---- | --------------------------------------- | ------ |
| 2021 | Dinosaur Hotel                          | [ 13 ] |
| 2021 | Dragon Fury                             | [ 13 ] |
| 2021 | The Legend of Jack and Jill             | [ 14 ] |
| 2021 | Monsters of War                         | [ 14 ] |
| 2021 | Spider in the Attic                     | [ 14 ] |
| 2022 | H.P. Lovecraft's Monster Portal         | [ 14 ] |
| 2022 | Looks Can Kill                          | [ 14 ] |
| 2022 | Wrath of Van Helsing                    | [ 14 ] |
| 2022 | Croc!                                   | [ 13 ] |
| 2022 | Shockwaves                              | [ 14 ] |
| 2022 | Kingdom of the Dinosaurs                | [ 13 ] |
| 2022 | Jack Frost                              | [ 14 ] |
| 2022 | Pterodactyl                             | [ 14 ] |
| 2022 | Dinosaur Hotel 2                        | [ 14 ] |
| 2022 | Dragon Fury: Wrath of Fire              | [ 14 ] |
| 2022 | Krampus: The Return                     | [ 14 ] |
| 2022 | Bloody Mary Returns                     | [ 14 ] |
| 2022 | Mega Lightning                          | [ 14 ] |
| 2022 | Easter Bunny Massacre: The Bloody Trail | [ 14 ] |
| TBA  | Bambi: The Reckoning                    | [ 17 ] |
| TBA  | Pinocchio: Unstrung                     | [ 18 ] |

## Premios y nominaciones
| Año  | Otorgar                  | Categoría     | Trabajo nominado                 | Resultado | Árbitro. |
| ---- | ------------------------ | ------------- | -------------------------------- | --------- | -------- |
| 2024 | Premios Frambuesa Dorada | Peor imagen   | Winnie the Pooh: Blood and Honey | Ganador   | [ 19 ]   |
| 2024 | Premios Frambuesa Dorada | peor director | Winnie the Pooh: Blood and Honey | Ganador   | [ 19 ]   |
| 2024 | Premios Frambuesa Dorada | Peor guion    | Winnie the Pooh: Blood and Honey | Ganador   | [ 19 ]   |